# ゆり2号a
ゆり2号a（略称BS-2a）は、宇宙開発事業団 (NASDA) が打ち上げた静止放送衛星である。

## 打ち上げ
1984年（昭和59年）1月23日にN-IIロケット5号機で種子島宇宙センターから打ち上げられた。

## 目的
テレビ放送での難視聴地域の解消及び、衛星テレビ放送や放送衛星に関する技術の開発を目的とした。

## 軌道
静止衛星軌道/静止位置 東経110度

## トラブル
打ち上げ直後、放送を送出する太陽電池の一部が故障する不具合が見つかり、1984年5月に試験放送（当初は山間部・離島を中心にした難視聴対策のための放送）を開始する予定だった日本放送協会（NHK）の衛星放送は当初計画していた2チャンネルでの放送を次のとおりに変更して対応した。
- 当初計画
  - BS-11ch NHK衛星第1テレビジョン（NHK総合テレビジョンの地上波同時・または時差編成中心）
  - BS-15ch NHK衛星第2テレビジョン（NHK教育テレビジョンの地上波同時・または時差編成中心）

- 実際の放送
  - BS-15ch NHK衛星第1テレビジョン（総合・教育の混合編成中心）

当初の計画から衛星第1テレビのチャンネル番号が変更され、衛星第2テレビの開局は見送られた。その後1986年打ち上げのゆり2号bにより衛星第2テレビが当初衛星第1テレビで使用される予定だったBS-11chを使い放送を開始した。